# Amarinus crenulatus
Amarinus crenulatus is een krabbensoort uit de familie van de Hymenosomatidae. De wetenschappelijke naam van de soort is voor het eerst geldig gepubliceerd in 1996 door Ng & Chuang.